# Thomas Robinson Stadium
Thomas Robinson Stadium – wielofunkcyjny stadion sportowy zlokalizowany w stolicy Bahamów – Nassau.
Thomas Robinson Stadium, wchodzący w skład kompleksu sportowego Queen Elizabeth's Sports Centre, powstał w 1981 roku. Początkowo mieścił 9100 widzów. W 2005 roku przeszedł renowację.
W 2006 roku rząd Bahamów podpisał umowę z chińską firmą Qilu Construction Group Corporation, która była projektantem przebudowy obiektu, a później jej wykonawcą. Ostatecznie prace na obiekcie ruszyły w 2009 roku. Ich koszt wyniósł 30 milionów dolarów amerykańskich. Kamień węgielny pod jego przebudowę wmurowano we wrześniu 2009 roku. Prace początkowo miały się zakończyć w czerwcu 2011 roku, ostatecznie jednak obiekt został otwarty w lutym 2012 roku.
Trybuny stadionu mogą pomieścić 15 000 widzów, jednak w razie potrzeby jego pojemność może zostać zwiększona do 30 000. Obiekt nosi imię bahamskiego lekkoatlety Thomasa Robinsona.
W 2014 i 2015 będzie areną dwóch pierwszych edycji zawodów w lekkoatletycznych biegach sztafetowych – IAAF World Relays. Na obiekcie tym rozgrywano także inne lekkoatletyczne zawody – m.in. CARIFTA Games oraz Mistrzostwa Ameryki Środkowej i Karaibów w lekkoatletyce.